# Akio Arakawa
Akio Arakawa (jap. 荒川昭夫 Arakawa Akio) (ur. 1927, zm. 21 marca 2021) – japońsko-amerykański meteorolog, długoletni profesor na Uniwersytecie Kalifornijskim w Los Angeles. Jest jednym z twórców modeli ogólnej cyrkulacji i parametryzacji konwekcji.
Studiował na Uniwersytecie Tokijskim. W 1977 otrzymał najwyższe wyróżnienie Amerykańskiego Towarzystwa Meteorologicznego za sformułowanie metodyki pozwalającej na włączenie procesów konwekcyjnych i planetarnej warstwy granicznej do globalnych modeli cyrkulacji atmosfery i za wkład do numerycznych metod prognozowania pogody.